# Can’t Touch Us Now
Can't Touch Us Now – jedenasty album angielskiego zespołu ska – pop rockowego Madness. Album doszedł do 5. miejsca na brytyjskiej liście sprzedaży UK Albums Chart.

## Spis utworów
1. „Can't Touch Us Now” – 4:13
2. „Good Times” – 2:53
3. „Mr. Apples” – 3:38
4. „I Believe” – 3:44
5. „Grandslam” – 2:35
6. „Blackbird” – 4:03
7. „You Are My Everything” – 4:08
8. „Another Version of Me” – 2:40
9. „Mumbo Jumbo” – 3:23
10. „Herbert” – 3:57
11. „Don't Leave the Past Behind You” – 2:45
12. „(Don't Let Them) Catch You Crying” – 4:10
13. „Pam the Hawk” – 4:37
14. „Given the Opportunity” – 3:31
15. „Soul Denying” – 5:13
16. „Whistle in the Dark” – 3:29

## Twórcy
Skład podstawowy
- Graham „Suggs” McPherson – śpiew
- Mike „Monsieur Barso” Barson – instrumenty klawiszowe
- Lee „Kix” Thompson – saksofon
- Chris „Chrissie Boy” Foreman – gitara
- Mark „Bedders” Bedford – gitara basowa
- Dan „Woody” Woodgate – perkusja